# 法布提
法布提，（Farbauti，Fárbauti）。在北歐神話中，是邪神洛基（Loki）的父親，也是一名巨人，他的妻子是女巨人勞菲（Laufey）。
他是象徵閃電的巨人，名字有「暴徒」（Cruel-striker 或 Awful Thug）之意。當他用閃電打到象徵樹的女巨人勞菲時，生下了象徵「火」的洛基。除了洛基之外，他另有兩個兒子，名Helblindi 和 Byleipt。有時候，Byleist 會被直接當作洛基的另一個名字，Helbindi 則被當作奧丁（Odin）的另一個名字。神話中，唯一提到法布提的地方就是在史洛里·斯圖拉松（Snorri Sturluson）的《散文埃達》中，講到洛基的出生的時候。

## 大眾文化中
- 《戰神4》中的角色法布提，即故事主角克雷多斯的北歐名字。